# Корнер Віктор Дмитрович
Ві́ктор Дми́трович Ко́рнер (нар. 7 (20) січня 1912 — пом. 12 травня 1984) — радянський флотоводець, учасник радянсько-японської війни, контрадмірал. Герой Радянського Союзу (1945).

## Життєпис
Народився 7 (20) січня 1912 року в селі Івангороді Олександрівської волості Чигиринського повіту Київської губернії (нині — Олександрівський район Кіровоградської області) в селянській родині. Українець. Закінчив семирічку в Златополі у 1928 році. У 1931 році закінчив Олександрівський сільськогосподарський технікум за спеціальністю «агроном». Працював агрономом у Рижинській МТС на Житомирщині.
До лав РСЧА призваний 14 листопада 1931 року й направлений на Чорноморський флот. У 1933 році закінчив Ленінградські курси командного складу ВМФ СРСР й у грудні того ж року направлений для проходження подальшої служби в Червонопрапорну Амурську флотилію. Обіймав посаду командира бойової частини (БЧ) канонерського човна «Пролетарий». З 1937 року — командир канонерського човна «Красное знамя», з 1939 року — старший помічник командира і командир монітора «Сунь Ятсен».
Особливо командир монітора «Сунь Ятсен» 1-ї бригади річкових катерів Червонопрапорної Амурської флотилії капітан III рангу В. Д. Корнер відзначився під час радянсько-японської війни. Під час проведення Фуцзинської операції командував дозорно-розвідувальним загоном бригади. З підходом монітора на дальність берегової артилерії Фуцзиньського вузла спротиву вміло організував і керував боєм корабля з береговими батареями, виявив і знищив вогневі точки супротивника. Зі своїм загоном першим увірвався на рейд Фуцзинь, вогнем і сміливим маневром забезпечив підхід головних сил бригади до вогневих точок вузла спротиву. Під вогнем берегових батарей підійшов до берега і висадив десант — посилену роту червоноармійців. Підтримував вогнем закріплення і просування десанта. З вогневої позиції знищив 3 ДОТи, збив спостережну вежу й заводську трубу, зруйнував 2 казарми, викликав 5 пожеж, чим забезпечив успішне виконання десантом поставленого завдання.
Після Фугдинської операції монітор з 800 піхотинцями на борту брав участь у взятті міста Дзямуси та населених пунктів Аоці і Хунхедао. Лише 15 серпня 1945 року дозорно-розвідувальний загін В. Д. Корнера, розгромивши опорний пункт супротивника в Аоці, полонив 686 японських військовиків, захопив багаті трофеї. Наступного дня, продовжуючи наступ вгору по річці Сунгарі, в районі Хунхедао загін вщент розбив японську піхотну дивізію, що відступала. На світанку 17 серпня загін капітана В. Д. Корнера увірвався на Саньсинський рейд і виставив вогневі загорожі на вірогідних напрямках відступу японських військ. Гарнізон капітулював. За ці бої монітор «Сунь Ятсен» удостоївся звання «Гвардійського».
В листопаді 1945 року призначений командиром дивізіону моніторів 1-ї Харбінської Червонопрапорної бригади. У 1949 році закінчив Військово-морську академію імені К. Є. Ворошилова. Проходив військову службу на Тихоокеанському та Чорноморському флотах. З 1952 року — на викладацькій роботі, мав вчене звання доцента, є автором навчального посібника з оперативного мистецтва ВМФ.
У 1973 році контрадмірал В. Д. Корнер вийшов у запас. Мешкав у Ленінграді, де й помер 12 травня 1984 року. Похований на Північному цвинтарі міста.

## Нагороди
Указом Президії Верховної Ради СРСР від 14 вересня 1945 року за зразкове виконання бойових завдань командування на фронті боротьби з японськими мілітаристами та виявлені при цьому відвагу і героїзм, капітанові 3-го рангу Корнеру Віктору Дмитровичу присвоєне звання Героя Радянського Союзу з врученням ордена Леніна і медалі «Золота Зірка» (№ 7128).
Також був нагороджений двома орденами Червоного Прапора, Вітчизняної війни 1-го ступеня, двома Червоної Зірки і медалями.